# Orchot Chajjim
Orchot Chajjim (ארחות חיים, hebr. „Lebenspfade“) ist der Titel der folgenden Werke aus der jüdischen Literaturgeschichte:
- eine in älterer Literatur dem Elieser ben Hyrkan (2. Jh.) zugeschriebene ethische Schrift, die in der Gestalt eines „geistlichen Testaments“ für den eigenen Sohn verfasst ist. Der Text wird seit längerem mit großer Wahrscheinlichkeit Rabbi Elieser ben Isaak (dem Großen) von Worms, um 1050, zugeschrieben.[1] Die Zuschreibung an Elieser ben Hyrkan könnte durch die alternative Titelangabe als „Testament Eliesers des Großen“ zu erklären sein. Die Schrift wurde von Konrad Pellikan im 16. Jahrhundert ins Lateinische übersetzt.
- ein Ritualwerk des 14. Jahrhunderts des Aaron ben Jakob ha-Kohen aus Majorca, die auf dem Titelblatt unzutreffend Ahron aus Lunel zugeschrieben wird und auch als Hanhaga (Anleitung) bezeichnet wird.[2]